# Wells Fargo Center (Minneapolis)
Wells Fargo Center (někdy také Norwest Center) je mrakodrap v Minneapolis. Má 57 podlaží a výšku 236 metrů, je tak 3. nejvyšší mrakodrap ve městě. Výstavba probíhala v letech 1986 – 1988 a za designem budovy stojí César Pelli & Associates Architects.